# Neus Torner Sensano
Neus Torner Sensano (* 8. Oktober 2007) ist eine spanische Tennisspielerin.

## Karriere
Torner Sensano spielt bislang vorrangig auf der ITF Women’s World Tennis Tour und gewann bisher aber noch keinen Titel gewinnen konnte.
2024 erhielt sie im Oktober eine Wildcard für das mit 100.000 US-Dollar dotierte ITF-Turnier Women’s Tec Cup in Cornellà de Llobregat, wo sie in der ersten Runde mit 4:6 und 2:6 gegen Francisca Jorge verlor. Im Doppel trat sie mit Claudia Ferrer Perez an, konnte aber ihr Erstrundenmatch gegen Polina Kudermetowa und Marija Timofejewa ebenfalls nicht gewinnen. Die beiden verloren mit 6:74 und 2:6. Im Dezember erreichte sie zusammen mit ihrer Partnerin Lorena Solar Donoso das Finale des W15 in Melilla, das die beiden gegen Celine Simunyu und Joëlle Steur mit 4:6 und 1:6 verloren.
2025 erhielt sie Ende April eine Wildcard für die Qualifikation zum Hauptfeld im Dameneinzel der Mutua Madrid Open, ihrem ersten Turnier der WTA Tour.